# On Dangerous Ground (film 1917)
On Dangerous Ground è un film muto del 1917 diretto da Robert Thornby. La sceneggiatura di Frances Marion si basa su Little Comrade: A Tale of the Great War, romanzo di Burton E. Stevenson pubblicato a New York nel 1915

## Trama
L'americano Bradford Stewart e il tedesco Ritter Bloem sono grandi amici. Ma lo scoppio della prima guerra mondiale li separa. Bradford, innamorato di una ragazza francese soprannominata Little Comrade ricercata per spionaggio, la fa passare per sua moglie, cercando di aiutarla a fuggire. Ma la giovane viene catturata. Sta per essere giustiziata quando Ritter, diventato comandante delle forze tedesche, scopre che la ragazza è la donna di Bradford. Memore della vecchia amicizia, decide di dimenticarsi della politica e lascia andare la giovane francese che, libera, può così riunirsi all'amato Bradford.

## Produzione
Il film, il cui titolo originale era Little Comrade, fu prodotto dalla Peerless Productions.

## Distribuzione
Il copyright del film, richiesto dalla World Film Corp., fu registrato il 26 dicembre 1917 con il numero LU9822.
Distribuito dalla World Film, il film uscì nelle sale cinematografiche statunitensi l'8 gennaio 1917.
Copia della pellicola è conservata negli archivi della Library of Congress.